# Трудові резерви (футбольний клуб, Ташкент)
Футбольний клуб «Трудові резерви» або просто «Трудові резерви» — професійний узбецький футбольний клуб з міста Ташкент.

## Історія
Футбольний клуб «Трудові резерви» було створено в 1958 році в місті Ташкент. В 1958 та 1959 роках клуб виступав у класі «Б» Чемпіонату СРСР з футболу та Кубку СРСР. У 1958 році команда посіла 8-ме місце з 16 команд-учасниць, а в 1959 році — 7 ме місце з 14 команд-учасниць. Набагато гірше йшли справи в команді в Кубку СРСР. В 1958 році команда припинила боротьбу на стадії 1/128 фіналу, а в 1959 році — на цій же стадії відмовилася від подальшої участі в турнірі. 1959 роком датується остання згадка про клуб.

## Відомі тренери
- Савва Сафроніді (1958)